# Sebastian Mayer (Ruderer)
Sebastian Mayer (* 16. Juli 1973 in Regensburg) ist ein ehemaliger deutscher Ruderer, der in den 1990er Jahren zweimal Vizeweltmeister war. 
Der 1,92 m große Biologiestudent vom Breisacher Ruderverein war 1995 zusammen mit Roland Opfer Dritter der Deutschen Meisterschaften im Doppelzweier geworden. 1996 siegten die beiden vor Marco Geisler und Marcel Hacker und wurden für die Olympischen Spiele in Atlanta nominiert; dort belegten Opfer und Mayer den sechsten Rang. 1997 gewann Mayer den deutschen Meistertitel im Doppelvierer zusammen mit Jens Burow, Marco Geisler und Stefan Roehnert. Bei den Ruder-Weltmeisterschaften 1997 rückte Marcel Hacker für Mayer ins Boot, der Doppelvierer gewann die Silbermedaille hinter den Italienern. 1998 gewannen bei den Deutschen Meisterschaften Mayer, Geisler, Hacker und Roehnert den Titel, in dieser Besetzung belegte das Boot auch den zweiten Platz bei den Ruder-Weltmeisterschaften 1998, wie 1997 gewannen die Italiener die Goldmedaille.
In den Jahren 1998 bis 2000 gewannen Sebastian Mayer und Stefan Roehnert den deutschen Meistertitel im Doppelzweier. Bei den Ruder-Weltmeisterschaften 1999 belegten die beiden den zweiten Platz hinter dem slowenischen Boot. Die Slowenen siegten auch bei den Olympischen Spielen 2000 in Sydney, Mayer und Roehnert ruderten im olympischen Finale auf den vierten Platz. 
Sebastian Mayer nahm in der Folge zweimal am Boat Race für die Universität Cambridge teil. Im Jahr 2002 lag seine Mannschaft bereits vielversprechend in Führung, als er einen Asthmaanfall erlitt und sein Team damit entscheidend geschwächt etwa eine dreiviertel Bootslänge hinter den Oxford-Achter zurückfiel. Bei seiner zweiten Teilnahme im Jahr 2004 gewann er mit dem Cambridge-Achter deutlich mit einem Vorsprung von rund sechs Bootslängen.